# Rejon czaryszski
Rejon czaryszski (ros. Чарышский район) – rejon na terenie wchodzącego w skład Rosji syberyjskiego Kraju Ałtajskiego
Rejon zamieszkuje ok. 15,9 tys. osób; całość populacji stanowi ludność wiejska, gdyż w skład tej jednostki podziału terytorialnego nie wchodzi żadne miasto.
Ośrodkiem administracyjnym rejonu jest  wieś Czaryszskoje.